# Leptodactylus didymus
Leptodactylus didymus är en groddjursart som beskrevs av Heyer, García-Lopez och Cardoso 1996. Leptodactylus didymus ingår i släktet Leptodactylus och familjen tandpaddor. IUCN kategoriserar arten globalt som livskraftig. Inga underarter finns listade i Catalogue of Life.